# Орден «За спортивные заслуги»
Орден «За спортивные заслуги» или Орден Спортивных заслуг (кор. 체육훈장?, 體育勳章?) — государственная награда Республики Корея, присуждаемая гражданам Республики Корея и иностранным гражданам за выдающиеся заслуги перед развитием физической культуры и спорта в Республике Корея и его популяризации в стране.
Учреждён 25 января 1973 года.

## Степени
Орден «За спортивные заслуги» имеет пять степеней (классов), каждая из которых носит уникальное название. Высшая степень — Орден Синего дракона.
| Орденские планки                |                          |                             |                              |                             |
| Орден Единорога (Кирина) 기린장 | Орден Белого коня 백마장 | Орден Могучего слона 거상장 | Орден Отважного тигра 맹호장 | Орден Синего дракона 청룡장 |

Также все награды вида «За спортивные заслуги» делятся на три типа: ордена, почётные медали и медали заслуг.

## Описание
Знак ордена — пятиконечная звезда белой эмали с раздвоенными концами. В центре звезды — круглый медальон красной эмали с золотой огранкой, в медальоне погрудное изображение. Орденская лента — оранжевая с зелёными полосками.

## Некоторые кавалеры

### Орден Синего дракона
- Филипп, герцог Эдинбургский (1985) — на момент награждения президент Международной федерации конного спорта (пост занимал в 1964—1986 годах)
- Гус Хиддинк (2002) — нидерландский футбольный тренер, главный тренер сборной Республики Корея по футболу, с которой сенсационно занял 4-е место на домашнем чемпионате мира 2002 года[4][5][6]
- Ким Ён А (15 октября 2016) — олимпийская чемпионка 2010 года по фигурному катанию, чемпионка мира 2009 и 2011 годов[7]
- Чан Ми Ран (2009) — олимпийская чемпионка 2008 года по тяжёлой атлетике в сверхтяжёлой категории[8]
- Ли Бон Джу (2009) — серебряный призёр летних Олимпийских игр 1996 года по лёгкой атлетике на марафонской дистанции[8]
- Томас Бах — президент Международного олимпийского комитета (с 2013)
- Ким Джон Хван — первый южнокорейский фехтовальщик, завоевавший медали на трёх Олимпиадах подряд (чемпион 2012 и 2020 годов в командной сабле, бронзовый призёр 2016 и 2020 годов в личном первенстве)[7]
- Вон У Ён — первый в истории Республики Корея чемпион мира по фехтованию (2010 год, сабля), олимпийский чемпион 2012 года в командном первенстве[9][7]
- Ли Кван Хо — пловец, рекордсмен на дистанции 100 м под водой
- Сон Хын Мин — футболист английского клуба «Тоттенхэм Хотспур» и сборной Республики Корея, обладатель Золотой бутсы АПЛ в сезоне 2021/2022 и первый азиатский футболист-обладатель этого приза[10]

### Орден Отважного тигра
- Все 23 игрока сборной Южной Кореи, входившие в заявку сборной на чемпионат мира 2002 года, и четыре члена тренерского штаба[11]

Игроки
1. Ли Ун Джэ (вратарь)
2. Хён Ён Мин
3. Чхве Сон Ён
4. Чхве Джин Чхоль
5. Ким Нам Иль
6. Ю Сан Чхоль
7. Ким Тхэ Ён
8. Чхве Тхэ Ук
9. Соль Ги Хён
10. Ли Ён Пхё
11. Чхве Ён Су
12. Ким Бён Джи (вратарь)
13. Ли Ыль Ён
14. Ли Чхон Су
15. Ли Мин Сон
16. Чха Ду Ри
17. Ён Джун Хван
18. Хван Сон Хон
19. Ан Джон Хван
20. Хон Мён Бо (капитан)
21. Пак Чи Сон
22. Сон Джон Гук
23. Чхве Ын Сон (вратарь)

Тренеры
- Пак Хан Со